# John Cradock
John Cradock (alias Craddock) (vers 1708 - 10 décembre 1778) est un ecclésiastique anglais, archevêque de l'Église d'Irlande de Dublin à partir de 1772.

## jeunesse et éducation
Né à Donington, Shropshire, Angleterre vers 1708, il est le fils aîné du révérend William Cradock, fonctionnaire principal, prébendier, sacriste, conférencier et lecteur de l'église collégiale de Wolverhampton et également du presbytère de Donington. Le frère de Cradock est le révérend Thomas Cradock (1717-1757), greffier, prébendier, sacriste, conférencier et lecteur de l'église collégiale de Wolverhampton et également vicaire de Penn. Après avoir fait ses études au St John's College de Cambridge, où il obtient son BA en 1728, Cradock est élu membre de son collège, poste qu'il occupe avec le presbytère de Dry Drayton, dans le Cambridgeshire. Le grade de BD lui est conféré en 1740, et celui de DD en 1749 .

## Carrière
Il devient recteur de St Paul's, Covent Garden, Londres, et aumônier de John Russell (4e duc de Bedford), sur le domaine duquel il est né et dont le patronage l'a aidé à obtenir son rectorat. Le portrait de Cradock apparaît dans une peinture de William Hogarth intitulée "A View of Covent Garden Market" . Accompagnant le duc de Bedford en Irlande lors de sa nomination au poste de lord-lieutenant, il est peu après promu, le 11 novembre 1757, à l'évêché de Kilmore ; et ayant occupé ce siège pendant quatorze ans, il est transféré à l'archevêché de Dublin, par brevet en date du 5 mars 1772. En 1777, il est attaqué par Patrick Duigenan dans ses Lachrymae Academicae, qui censure Cradock en tant que visiteur du Trinity College de Dublin, pour avoir parlé favorablement du prévôt John Hely-Hutchinson.

## Vie privée
Le Dr Cradock est décédé dans son palais de Saint-Sépulcre, dans la ville de Dublin, le 10 décembre 1778, et est enterré dans l'allée sud de Saint-Patrick, mais il n'y a aucune inscription à sa mémoire. Il a un fils, John Francis Cradock ; sa veuve, Mary Cradock, est décédée le 15 décembre 1819, à l'âge de 89 ans, et est enterrée dans l'église abbatiale de Bath.